# 長谷川肇 (撮影監督)
長谷川 肇（はせがわ はじめ）は日本のアニメーション撮影監督、元・トムス・フォト代表取締役社長。

## 経歴
東京ムービーの撮影部に入社し撮影技師として活躍し、1988年に撮影部が独立し株式会社トムス・フォトとなった後も代表取締役社長として、育成も兼ね数多くの作品を手掛ける。2005年4月に引退。

## 代表作

### テレビ
| 期間           | 期間           | 番組名                                             | 制作（放送局）                                                            | 役職     |
| -------------- | -------------- | -------------------------------------------------- | ------------------------------------------------------------------------- | -------- |
| 1975年4月7日   | 1975年9月29日  | ガンバの冒険                                       | 日本テレビ トムス・エンタテインメント                                     | 撮影監督 |
| 1977年10月3日  | 1980年10月6日  | ルパン三世                                         | 日本テレビ トムス・エンタテインメント テレコム・アニメーションフィルム    | 撮影監督 |
| 1982年10月4日  | 1982年12月27日 | 忍者マン一平                                       | 日本テレビ トムス・エンタテインメント                                     | 撮影監督 |
| 1984年3月3日   | 1985年12月25日 | ルパン三世 PARTIII                                 | よみうりテレビ トムス・エンタテインメント                                 | 撮影監督 |
| 1988年10月3日  | 放送中         | それいけ!アンパンマン                              | 日本テレビ トムス・エンタテインメント                                     | 撮影     |
| 1990年7月20日  | 1990年7月20日  | ルパン三世 ヘミングウェイ・ペーパーの謎            | 日本テレビ トムス・エンタテインメント                                     | 撮影監督 |
| 1990年8月26日  | 1990年8月26日  | みなみの海をすくえ!                                | 日本テレビ トムス・エンタテインメント                                     | 撮影監督 |
| 1991年8月9日   | 1991年8月9日   | ルパン三世 ナポレオンの辞書を奪え                  | 日本テレビ トムス・エンタテインメント                                     | 撮影監督 |
| 1992年7月24日  | 1992年7月24日  | ルパン三世 ロシアより愛をこめて                    | 日本テレビ トムス・エンタテインメント                                     | 撮影監督 |
| 1993年7月23日  | 1993年7月23日  | ルパン三世 ルパン暗殺指令                          | 日本テレビ トムス・エンタテインメント                                     | 撮影監督 |
| 1994年7月29日  | 1994年7月29日  | ルパン三世 燃えよ斬鉄剣                            | 日本テレビ トムス・エンタテインメント                                     | 撮影監督 |
| 1994年10月17日 | 1995年11月27日 | 魔法騎士レイアース                                 | よみうりテレビ 電通 トムス・エンタテインメント                            | 撮影     |
| 1995年8月4日   | 1995年8月4日   | ルパン三世 ハリマオの財宝を追え!!                  | 日本テレビ トムス・エンタテインメント                                     | 撮影監督 |
| 1996年1月8日   | 放送中         | 名探偵コナン                                       | よみうりテレビ トムス・エンタテインメント                                 | 撮影     |
| 1996年8月2日   | 1996年8月2日   | ルパン三世 トワイライト☆ジェミニの秘密             | 日本テレビ トムス・エンタテインメント                                     | 撮影監督 |
| 1998年7月24日  | 1998年7月24日  | ルパン三世 炎の記憶〜TOKYO CRISIS〜                | 日本テレビ トムス・エンタテインメント                                     | 撮影監督 |
| 1998年12月24日 | 1998年12月24日 | 青山剛昌短編集                                     | 小学館 よみうりテレビ ユニバーサルミュージック トムス・エンタテインメント | 撮影     |
| 1999年7月30日  | 1999年7月30日  | ルパン三世 愛のダ・カーポ〜FUJIKO'S Unlucky Days〜 | 日本テレビ トムス・エンタテインメント                                     | 撮影     |

### 映画
| 公開年 | 公開年   | 作品名                                                     | 製作（配給）                                                                                             | 役職     |
| ------ | -------- | ---------------------------------------------------------- | --- | -------- |
| 1977年 | 11月21日 | ルパン三世 ベネチア超特急                                  | 日本テレビ トムス・エンタテインメント （東宝）                                                           | 撮影     |
| 1983年 | 4月29日  | プロ野球を10倍楽しく見る方法                               | フジテレビ フィルムリンク・インターナショナル （東宝東和）                                               | 撮影監督 |
| 1985年 | 7月13日  | ルパン三世 バビロンの黄金伝説                              | 日本テレビ よみうりテレビ トムス・エンタテインメント （東宝）                                            | 撮影監督 |
| 1989年 | 7月15日  | NEMO/ニモ                                                  | キネティックス トムス・エンタテインメント （東宝東和）                                                   | 撮影監督 |
| 1990年 | 2月24日  | おじさん改造講座                                           | 日本ヘラルド映画 トムス・エンタテインメント                                                              | 撮影監督 |
| 1990年 | 7月14日  | おむすびまん                                               | 日本テレビ フレーベル館 バップ 松竹富士 トムス・エンタテインメント                                       | 撮影監督 |
| 1990年 | 9月1日   | OL改造講座                                                 | ヘラルド 日刊スポーツ新聞社 トムス・エンタテインメント                                                   | 撮影監督 |
| 1991年 | 7月20日  | それいけ!アンパンマン ドキンちゃんのドキドキカレンダー     | 日本テレビ フレーベル館 バップ 松竹富士 トムス・エンタテインメント                                       | 撮影監督 |
| 1991年 | 7月20日  | ガンバとカワウソの冒険                                     | トムス・エンタテインメント 共同映画                                                                      | 撮影監督 |
| 1992年 | 3月14日  | それいけ!アンパンマン つみき城のひみつ                     | 日本テレビ フレーベル館 読売新聞 バップ 松竹富士 トムス・エンタテインメント                              | 撮影監督 |
| 1992年 | 3月14日  | それいけ!アンパンマン アンパンマンとゆかいな仲間たち       | 日本テレビ フレーベル館 読売新聞 バップ 松竹富士 トムス・エンタテインメント                              | 撮影監督 |
| 1993年 | 3月13日  | 河童の三平                                                 | にっかつ児童映画 ロマン企画 にっかつビデオ トムス・エンタテインメント （にっかつ）                       | 撮影監督 |
| 1993年 | 7月17日  | それいけ!アンパンマン 恐竜ノッシーの大冒険                 | 日本テレビ フレーベル館 バップ 松竹富士 トムス・エンタテインメント                                       | 撮影監督 |
| 1994年 | 7月16日  | それいけ!アンパンマン リリカル☆マジカルまほうの学校        | 日本テレビ フレーベル館 バップ 松竹富士 トムス・エンタテインメント                                       | 撮影監督 |
| 1994年 | 7月16日  | それいけ!アンパンマン みんな集まれ! アンパンマンワールド   | 日本テレビ フレーベル館 バップ 松竹富士 トムス・エンタテインメント                                       | 撮影監督 |
| 1995年 | 4月22日  | ルパン三世 くたばれ!ノストラダムス                         | 日本テレビ バップ 日本テレビ音楽 日本テレビビデオ 日本テレビサービス トムス・エンタテインメント （東宝） | 撮影監督 |
| 1995年 | 7月29日  | それいけ!アンパンマン ゆうれい船をやっつけろ!!             | 日本テレビ フレーベル館 バップ 松竹富士 トムス・エンタテインメント                                       | 撮影監督 |
| 1995年 | 7月29日  | それいけ!アンパンマン アンパンマンとハッピーおたんじょう日 | 日本テレビ フレーベル館 バップ 松竹富士 トムス・エンタテインメント                                       | 撮影監督 |
| 1996年 | 4月20日  | ルパン三世 DEAD OR ALIVE                                   | 日本テレビ バップ 日本テレビ音楽 日本テレビビデオ 日本テレビサービス トムス・エンタテインメント （東宝） | 撮影監督 |
| 1996年 | 7月13日  | それいけ!アンパンマン 空とぶ絵本とガラスの靴               | 日本テレビ フレーベル館 バップ 松竹富士 トムス・エンタテインメント                                       |          |
| 1996年 | 7月13日  | それいけ!アンパンマン ばいきんまんと3ばいパンチ            | 日本テレビ フレーベル館 バップ 松竹富士 トムス・エンタテインメント                                       |          |
| 1997年 | 4月19日  | 名探偵コナン 時計じかけの摩天楼                            | 小学館 よみうりテレビ ユニバーサルミュージック 小学館プロダクション トムス・エンタテインメント （東宝）  | 撮影監修 |
| 1997年 | 7月26日  | それいけ!アンパンマン 虹のピラミッド                       | 日本テレビ フレーベル館 バップ 松竹富士 トムス・エンタテインメント                                       | 撮影監督 |
| 1998年 | 4月18日  | 名探偵コナン 14番目の標的                                  | 小学館 よみうりテレビ ユニバーサルミュージック 小学館プロダクション 東宝 トムス・エンタテインメント      | 撮影監修 |
| 1998年 | 5月30日  | バニパルウィット 突然!猫の国                               | バンダイビジュアル ACクリエイト トライアングルスタッフ                                                   | 撮影監督 |
| 1998年 | 7月25日  | それいけ!アンパンマン てのひらを太陽に                     | 日本テレビ フレーベル館 バップ 松竹富士 トムス・エンタテインメント                                       | 撮影監督 |
| 1999年 | 4月17日  | 名探偵コナン 世紀末の魔術師                                | 小学館 よみうりテレビ ユニバーサルミュージック 小学館プロダクション 東宝 トムス・エンタテインメント      | 撮影監修 |
| 1999年 | 7月24日  | それいけ!アンパンマン 勇気の花がひらくとき                 | やなせスタジオ 日本テレビ フレーベル館 バップ 松竹富士 トムス・エンタテインメント                        | 撮影監修 |
| 2000年 | 4月22日  | 名探偵コナン 瞳の中の暗殺者                                | 小学館 よみうりテレビ ポリドール 小学館プロダクション 東宝 トムス・エンタテインメント                    | 撮影監修 |
| 2000年 | 7月22日  | 風を見た少年                                               | 日立マクセル プルミエインターナショナル （ブエナ・ヴィスタ・ホーム・エンターテイメント）                 | 撮影監督 |
| 2000年 | 7月29日  | それいけ!アンパンマン 人魚姫のなみだ                       | やなせスタジオ 日本テレビ フレーベル館 バップ 松竹富士 トムス・エンタテインメント                        | 撮影監修 |
| 2001年 | 4月21日  | 名探偵コナン 天国へのカウントダウン                        | 小学館 よみうりテレビ ユニバーサルミュージック 小学館プロダクション 東宝 トムス・エンタテインメント      | 撮影監修 |
| 2001年 | 7月14日  | それいけ!アンパンマン ゴミラの星                           | やなせスタジオ 日本テレビ フレーベル館 バップ 松竹富士 トムス・エンタテインメント                        | 撮影監修 |
| 2002年 | 4月20日  | 名探偵コナン ベイカー街の亡霊                              | 小学館 よみうりテレビ 日本テレビ 小学館プロダクション 東宝 トムス・エンタテインメント                    | 撮影監修 |
| 2002年 | 7月13日  | それいけ!アンパンマン ロールとローラ うきぐも城のひみつ    | やなせスタジオ 日本テレビ フレーベル館 バップ 松竹富士 トムス・エンタテインメント                        | 撮影監修 |

### OVA
| 期間           | 期間           | タイトル名         | 制作                                                                           | 役職     |
| -------------- | -------------- | ------------------ | ------------------------------------------------------------------------------ | -------- |
| 1991年9月27日  | 1991年12月20日 | おざなりダンジョン | 学習研究社 東芝EMI トムス・エンタテインメント テレコム・アニメーションフィルム | 撮影監督 |
| 1997年7月25日  | 1997年12月10日 | レイアース         | 講談社 ユニバーサルミュージック トムス・エンタテインメント                     | 撮影     |
| 1999年12月22日 | 1999年12月22日 | 青山剛昌短編集2    | 小学館 ユニバーサルミュージック トムス・エンタテインメント                     | 撮影     |